# Arthur Rhames

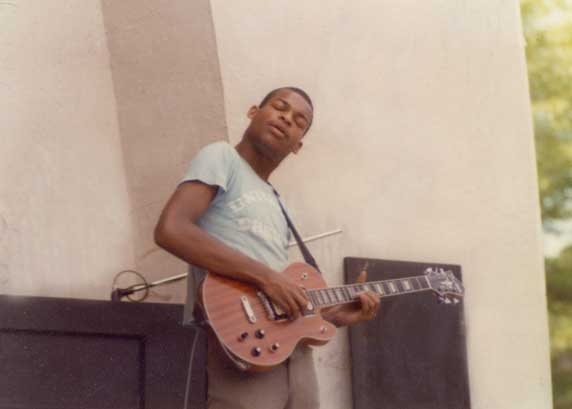
Arthur Rhames

Arthur Rhames (* 25. Oktober 1957 in Brooklyn, New York City; † 27. Dezember 1989) war ein US-amerikanischer Tenorsaxophonist, Gitarrist und Pianist des Free Jazz.

## Wirken
Der aus Brooklyn stammende Saxophonist zählt zu den tragischen Künstlern, die zwar bei ihren Kollegen einen legendären Ruf genossen, denen es aber trotzdem nicht gelang, eine erfolgreiche Karriere zu beginnen. So galt Rhames als einer der wichtigsten Coltrane-Nachfolger, hatte aber nie einen Plattenvertrag. Im Alter von nur 32 Jahren starb er an den Folgen einer AIDS-Erkrankung.
Rhames begann seine Karriere als Straßenmusiker und hatte 1978 ein Trio als Gitarrist, begleitet von dem Bassisten Cleve Allyne und dem Schlagzeuger Collin Young. Ende der 1970er und Anfang der 1980er Jahre spielte er als Saxophonist häufig mit dem Coltrane-Schlagzeuger Rashied Ali. Sie bildeten schließlich das Dynamic Duo und traten 1981 beim Jazz Festival Willisau in der Schweiz auf. Im gleichen Jahr entstanden Aufnahmen seines damaligen Trios aus dem Pianisten John Esposito und dem Schlagzeuger Jeff Siegel bei einer New Yorker Clubsession im Oktober; sie erschienen später auf dem japanischen DIW-Label (Live from Soundscape) mit beeindruckenden Interpretationen von Coltrane-Klassikern wie Giant Steps, Moment’s Notice und Bessies’s Blues, außerdem mit Bezügen zum Werk Albert Aylers (I Want Jesus to Talk with Me). Rhames war 24 Jahre, als diese Aufnahmen entstanden. 1988 trat Rhames noch einmal kurz vor seinem Tod mit Rashied Alis Quartett in der New Yorker Knitting Factory auf.
In seinem Saxophonspiel war Rhames stark an John Coltrane, aber auch an Charles Gayle orientiert; in seinem Klavierspiel war sein Vorbild McCoy Tyner.

## Diskographische Hinweise
- Rashied Ali & Arthur Rhames: The Dynamic Duo Remember Trane & Bird (Ayler Records, 1981)
- Arthur Rhames Trio: Live from Soundscape (DIW, 1981)